# Ланге, Фридрих (писатель)
Фридрих Ланге (нем. Friedrich Lange; 1852—1917) — немецкий писатель
, редактор, публицист и общественный деятель.

## Биография
В 1873 г. окончил философский факультет Гёттингенского университета, преподавал в гимназии. С 1890 г. редактировал берлинскую консервативно-националистическую газету «Tägliche Rundschau», с 1895 г. — ещё более радикальную «Deutsche Zeitung». В 1894 г. основал Немецкий союз (нем. Deutschbund) — националистическую организацию с ограниченным членством, нацеленную на пропаганду идей национально-расовой исключительности в различных слоях населения и социальных структурах.
Как отмечает Энциклопедия Брокгауза и Ефрона,

в романе «Harte Köpfe», поэме «Lothar» и драме «Der Nächste» Ланге не без таланта, но с узко-патриотической и пиэтистической точки зрения требует отречения от всего инородного, чуждого духу немецкой национальности и нравственно-религиозному самосознанию.

Этой же теме посвящён сборник статей Ланге «Чистая немецкость» (нем. Reines Deutschtum), впервые изданный в 1894 г. и несколько раз переиздававшийся.